# Två levande och en död
Två levande och en död (engelska: Two Living, One Dead) är en svensk-brittisk dramafilm från 1961 i regi av Anthony Asquith. I rollerna ses bland andra Virginia McKenna, Bill Travers och Patrick McGoohan.

## Handling
Ett postkontor i en mindre svensk småstad blir utsatt för ett rån. Tre posttjänstemän är inblandade i rånet: Kester som blir dödad, Andersson som gör motstånd och Berger som är den som lämnar över kassan till rånarna. I efterspelet blir Andersson utropad till hjälte medan Berger ses som feg.
Filmen kommer därefter att handla om de svårigheter som Berger möts av med anledning av detta. Han kommer senare i kontakt med en av rånarna som förklarar att Andersson inte alls var någon hjälte utan tvärtom handlat fegt och försökt smita. Berger inser i och med detta att han har handlat rätt.

## Rollista
- Virginia McKenna – Helen Berger
- Bill Travers – Andersson, posttjänsteman
- Patrick McGoohan – Erik Berger, posttjänsteman, gift med Helen
- Alf Kjellin – Rogers
- Dorothy Alison – Esther Kester
- Noel Willman – Johnson, kommissarie
- Pauline Jameson – fröken Larsen, lärare
- Isa Quensel – Mademoiselle Larousse
- Peter Vaughan – John Kester
- Derek Francis – Broms, postmästare
- Michael Crawford – Nils Lindwall, posttjänsteman
- Alan Rothwell – Karlsson, posttjänsteman
- Marianne Nielsen – fröken Lind
- John Moulder-Brown – Rolf, Bergers son
- Mikael Bohlin – Peter, Kesters son
- Peter Bathurst – Engelhardt
- Georg Skarstedt – Torp, brevbärare
- Alan Blair – kyrkoherden
- Mona Geijer-Falkner – fru Holm
- Torsten Lilliecrona – en läkare

## Om filmen
Förlagan var romanen med samma namn av den norske författaren Sigurd Christiansen, vilken omarbetades till filmmanus av Lindsay Galloway och Asquith. Inspelningen ägde rum 1960 i Filmstaden Råsunda, Västervik och Stockholm med Gunnar Fischer som fotograf och Oscar Rosander som klippare. Musiken komponerades av Erik Nordgren, Gösta Theselius, Jack Gill och Bengt Hallberg. Filmen premiärvisades den 16 mars i Oslo och Sverigepremiär hade den 3 april på biograf Röda Kvarn i Stockholm. Den var 106 minuter lång och tillåten från 15 år.
Filmen hade till största del brittiska skådespelare och att Sverige valdes som produktionsland berodde troligtvis på att kostnaderna att göra film där var billigare än i Storbritannien.